# Бен Герцель
Бен Ґерцель (англ. Ben Goertzel) — вчений-когнітивіст, дослідник штучного інтелекту, генеральний директор і засновник SingularityNET, лідер OpenCog Foundation і AGI Society і голова Humanity+. Він допоміг популяризувати термін «штучний загальний інтелект» (AGI).

## Життєпис

### Молодість і освіта
Троє єврейських прадідів Ґерцеля емігрували до Нью-Йорка з Литви та Польщі. Батько Ґерцеля — Тед Ґерцель, колишній професор соціології Ратгерського університету. Ґерцель залишив середню школу після десятого класу, щоб вступити до Бард-коледжу в Саймонс-Рок, де він здобув ступінь бакалавра з кількісних досліджень. Ґерцель здобув ступінь доктора філософії з математики в Університеті Темпл під керівництвом Аві Ліна в 1990 році у віці 23 років.

### Кар'єра
Ґерцель є засновником і генеральним директором SingularityNET, проєкту, що поєднує штучний інтелект і блокчейн для демократизації доступу до штучного інтелекту. Він був директором з досліджень в Machine Intelligence Research Institute (MIRI), заснованим в 2000 році Еліезером Юдковським. Він також є головним науковим співробітником і головою правління компанії Novamente LLC з програмного забезпечення штучного інтелекту; голова OpenCog Foundation; і радник Університету сингулярності. 
Герцель був головним науковим співробітником Hanson Robotics, компанії, яка створила робота Софію.

#### Погляди на ШІ
Доктор Ґертцель є провідним розробником інфраструктури OpenCog для загального штучного інтелекту (AGI). Він опублікував багато технічних робіт про архітектуру OpenCog.

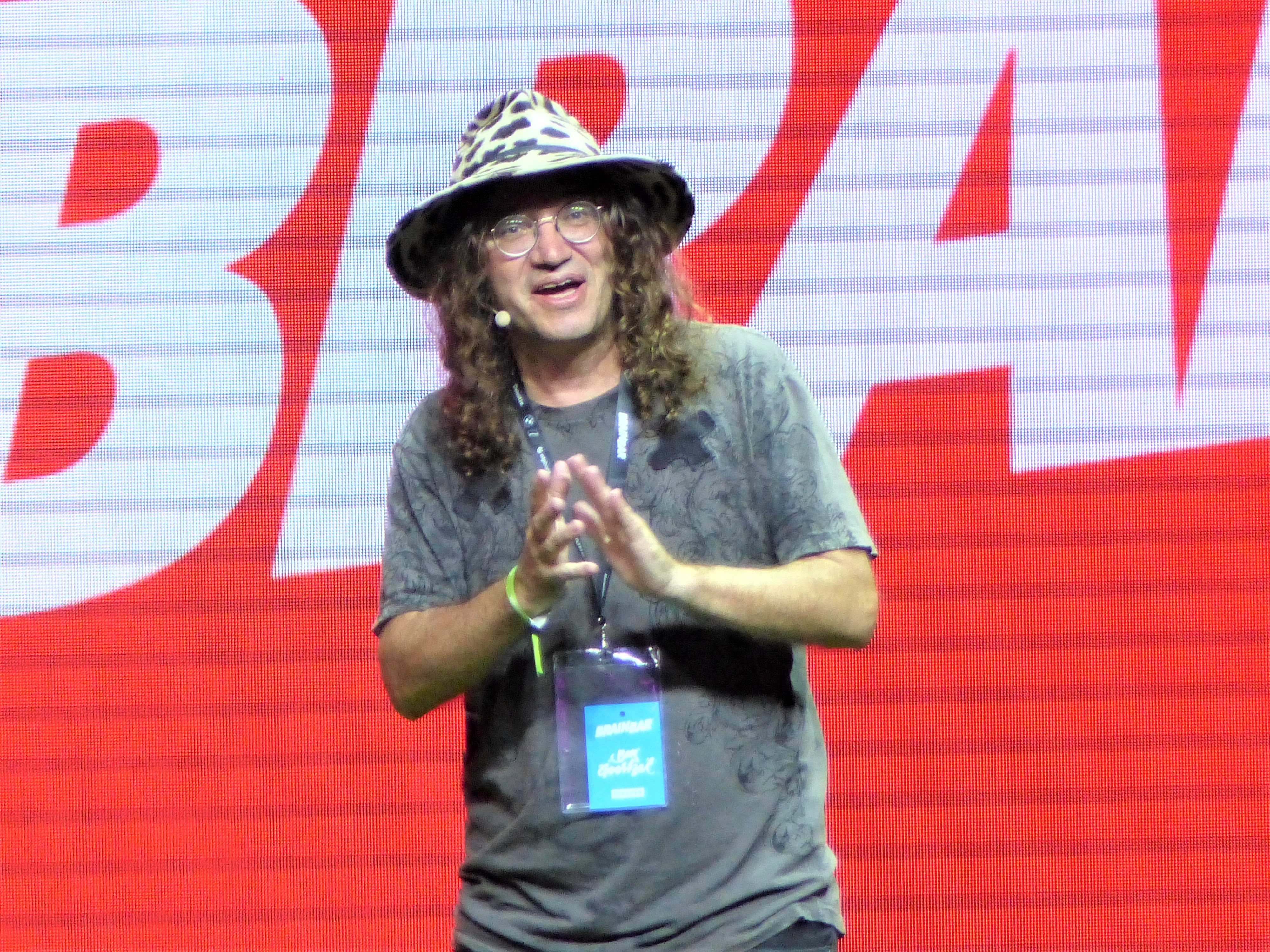
Бен Ґерцель у Brain Bar

У травні 2007 року Ґертцель виступив на технічній бесіді Google про свій підхід до створення загального штучного інтелекту. Він визначає інтелект як здатність виявляти шаблони у світі та в самому агенті, які можна виміряти в термінах емерджентної поведінки «досягнення складних цілей у складних середовищах». «Дитячий» штучний інтелект ініціалізується, а потім навчається як агент у змодельованому або віртуальному світі, такому як Second Life, щоб створити більш потужний інтелект. Знання представлені в мережі, вузли та зв’язки якої несуть імовірнісні значення істинності, а також «значення уваги», при цьому значення уваги нагадують ваги в нейронній мережі. Кілька алгоритмів працюють у цій мережі, центральний з яких поєднує механізм імовірнісного логічного висновку та спеціальну версію еволюційного програмування.

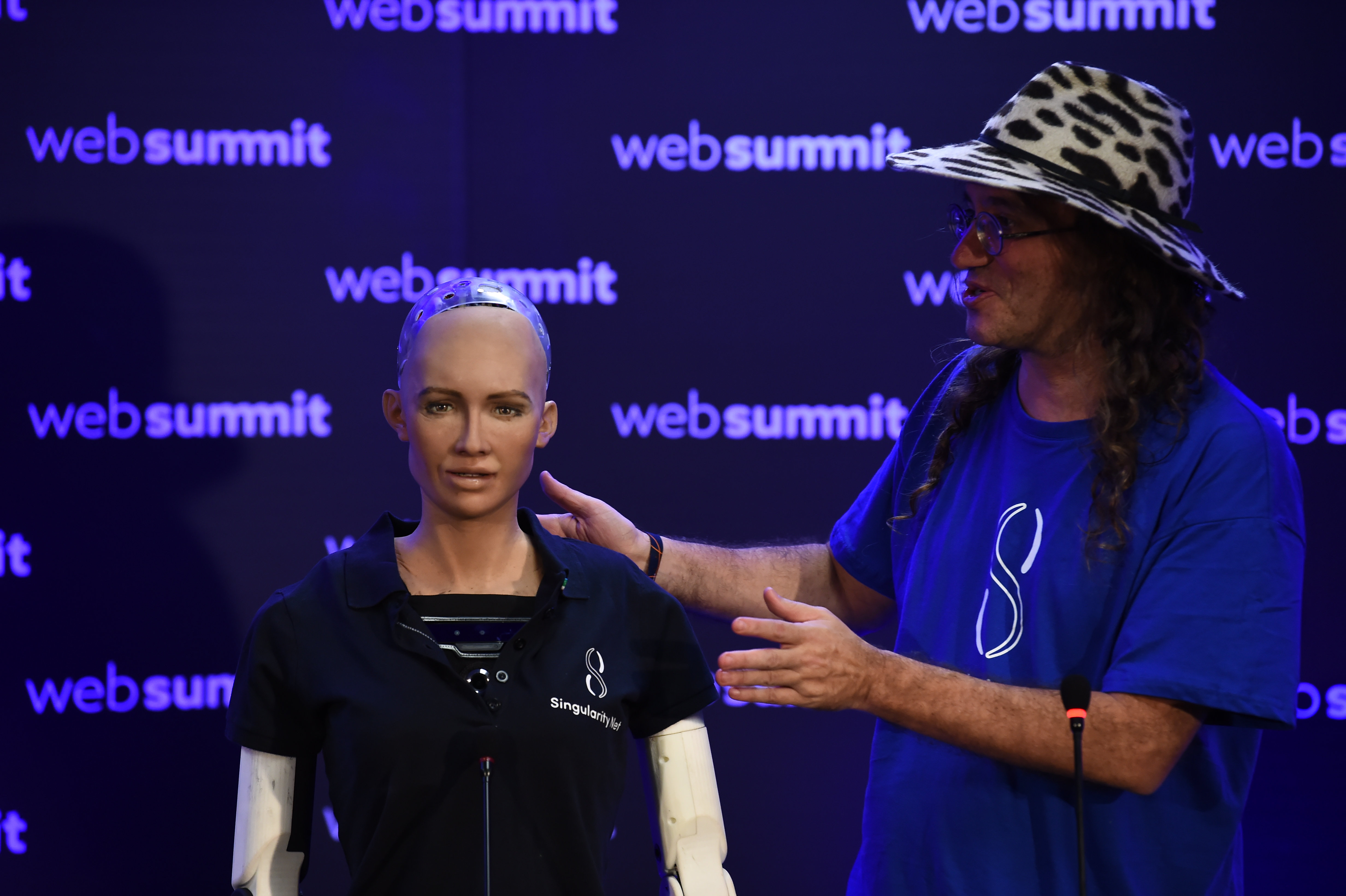
Робот Софія, головний гуманоїд Hanson Robotics & SingularityNET, і Бен Ґерцель, головний науковий співробітник Hanson Robotics & SingularityNET, на прес-конференції під час відкриття Web Summit 2017 на Altice Arena у Лісабоні.

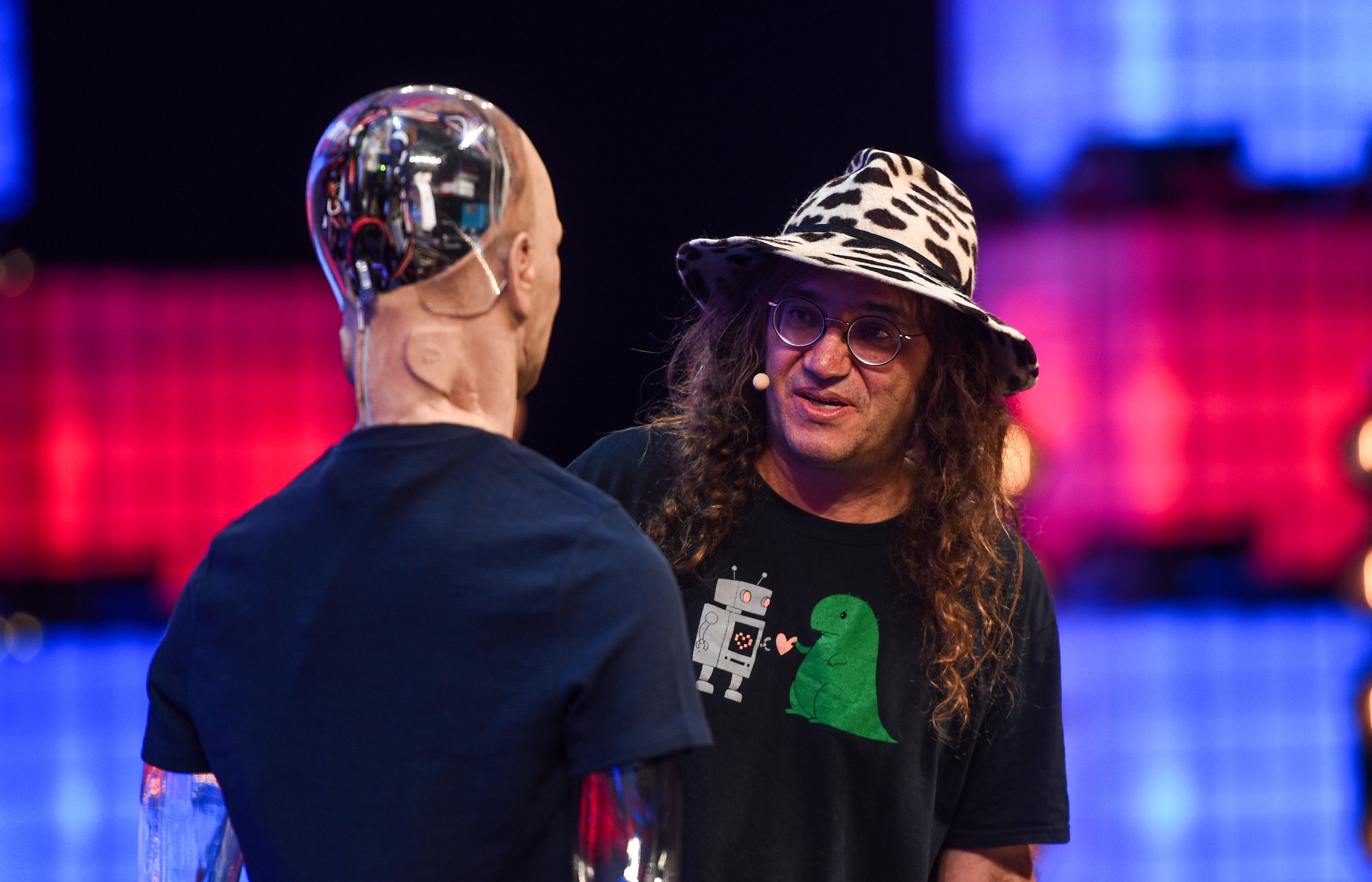
Робот Хан, ліворуч, і Бен Ґерцель з Hanson Robotics на центральній сцені під час другого дня Web Summit 2018 на Altice Arena у Лісабоні, Португалія

Документальний фільм 2012 року «Сингулярність» незалежного режисера Дага Воленса продемонстрував бачення Ґерцеля та його розуміння створення штучного інтелекту.